# Banca Widiba
Banca Widiba S.p.A. (Wise Dialog Bank) nasce l'8 novembre 2013 per diventare la banca online del Gruppo MPS, della quale è socio unico, che la definisce uno dei pilastri per il rilancio e il riposizionamento del modello di business del Gruppo.
Banca Widiba è la banca digitale e di consulenza finanziaria del Gruppo Montepaschi. La Banca offre soluzioni per la gestione quotidiana del risparmio e degli investimenti attraverso servizi bancari, risparmio amministrato e gestito, gestione patrimoniale, assicurazioni, credito e servizi fiduciari.
Si contraddistingue per l’orientamento all’innovazione e alla semplificazione dei servizi bancari e per una rete di consulenza finanziaria, attraverso cui mette a disposizione prodotti e servizi per una pianificazione patrimoniale globale. La combinazione tra tecnologia e relazione umana rappresenta il valore aggiunto del modello di Banca Widiba. 
Dal 2019 la Banca è guidata da Marco Marazia con il ruolo di Direttore Generale. Al 31 dicembre 2023 conta più di 270.000 clienti, oltre 235 dipendenti e una rete di consulenza finanziaria composta da più di 570 professionisti in oltre 100 uffici finanziari presenti su tutto il territorio nazionale.

## Storia
Banca Widiba debutta sul mercato nel settembre 2014, dopo un anno di condivisione del progetto con oltre 150 mila utenti che contribuiscono alla sua nascita, all’ideazione e alla selezione del logo e del nome WIse-DIalog-BAnk.
La nascita di Banca Widiba si inseriva negli obiettivi dei piani industriali 2012-2015 e 2013-2017 del Gruppo Montepaschi, promettendo una realtà con una nuova relazione tra banca e clienti che si nutrirà dei suggerimenti e delle aspettative di chi usufruisce del servizio.
Sin dalla nascita, l’unione tra l’innovazione e la professionalità dei consulenti finanziari e delle consulenti finanziarie con un modello ad architettura aperta è il valore che guida la Banca nello sviluppo di funzioni e strumenti sempre nuovi, in grado di semplificare la vita bancaria delle persone e della Rete. 
Nel 2015, contestualmente all’introduzione nel sistema bancario della portabilità del conto, la Banca lancia, prima in Italia, il servizio WidiExpress che consente sia il trasferimento automatico del conto e di tutti i servizi ad esso collegati sia la chiusura definitiva di un rapporto bancario presso terzi attraverso la compilazione un form online, innovazione che ha consentito di vincere il premio ABI Innovazione e il premio dei premi.
Nel 2016 Banca Widiba lancia il primo mutuo in Italia interamente digitale, per il quale la Banca vince il premio ABI Cerchio d’oro Mutuo 100% digitale.
Nello stesso anno, la Banca dà vita a WISE, la piattaforma proprietaria per la consulenza globale e la pianificazione finanziaria completa di Robo-for-Advisor e integrata con tutti gli strumenti gestionali. Inoltre, diventa il primo istituto bancario italiano a ottenere lo standard internazionale di qualità UNI ISO tramite ente terzo accreditato e indipendente nell'ambito del proprio servizio di consulenza patrimoniale globale. Sempre nel 2016 viene lanciata la nuova “Widiba 2020”, un’innovazione nel panorama finanziario italiano, che fornisce ai clienti un motore di ricerca intelligente sviluppato interamente nei laboratori della banca con utilizzo di big data.
Il break-even è stato raggiunto nel primo trimestre del 2018: +36% ricavi netti (vs Q1 2017), EBITDA pari a 2,6 milioni di euro, 8 miliardi di masse.
Nel 2019 la Banca lancia My Instant Credit, per una rateizzazione istantanea delle spese e l’accesso al conto tramite Home Assistant (Google Home).
Nel 2020 la Banca si presenta al mercato con una brand identity completamente rinnovata in tutti i suoi elementi: inserisce Banca all’interno del proprio nome, presentando un nuovo logo, una nuova immagine coordinata, un nuovo sito e un piano di restyling degli uffici della consulenza finanziaria in tutta Italia.
Nel 2021, Banca Widiba è tra i primi istituti in Italia a permettere l’apertura di un conto corrente tramite SPID. Nello stesso anno, la Banca lancia Dialogue, un’innovativa funzionalità di videobanking che permette ai clienti di interfacciarsi con la banca attraverso un nuovo canale di relazione a distanza, pur preservando una modalità di interazione “face to face”.
Inoltre, presenta la Carta della Responsabilità, una roadmap che illustra l’insieme di iniziative concrete che compongono un nuovo modo di fare impresa in diversi ambiti della sostenibilità ambientale, sociale e aziendale.
Nel 2023, Banca Widiba insieme a Banca Monte dei Paschi, ottiene la Certificazione della Parità di Genere, rispondendo al processo di valutazione condotto da RINA Services in conformità con gli standard previsti anche dal Piano Nazionale di Ripresa e Resilienza (PNRR).
Nello stesso anno, la Banca lancia il programma “Team CF” (Next Generation e Partnership), proseguendo nello sviluppo di un modello di consulenza in grado di garantire ai clienti un servizio sempre più a 360° gradi attraverso un processo totalmente digitalizzato.
Nel 2024 Banca Widiba sigla un accordo con iGenius per l’integrazione dell’intelligenza artificiale generativa applicata alla business intelligence & analytics all’interno dell’offerta per la Rete di Consulenza Finanziaria, fornendo la possibilità di interagire con un nuovo strumento in grado di semplificare attività come la gestione e il controllo delle posizioni dei clienti, generare in tempo reale grafici e report personalizzati, evidenziare nuovi trend e fare previsioni sulla base di dati storici.

## Premi e riconoscimenti
Qorus Reinvention Awards – Europe
- Premio Efma Widiba tra le 6 banche più innovative al mondo, gennaio 2016
- Premio Efma per Widiba ottobre 2016[28],  2020
- Premio Efma Global Innovator, ottobre 2017
- Premio Efma Innovation, gennaio 2018
- Primo premio con il progetto “Team CF” nella categoria New Ways of Working, marzo 2024[29]

Forbes World’s Best Banks
Banca Widiba è nel podio all’interno della classifica italiana del ranking, aprile 2022, 2023, 2024
MF Banking Awards
- Premio Open Innovation come migliore innovazione e operazione del settore bancario per l’Apertura conto tramite Spid, marzo 2022[31]
- Miglior Campagna TV, aprile 2023

Premio ABI
- Servizio portabilità del conto Widiexpress, marzo 2016
- Mutuo 100% digitale, marzo 2017[32]
- Widiba Home filiale in virtual reality, marzo 2019[33]
- Innovazione servizi bancari, giugno 2021

Premio Cerchio d’Oro dell’Innovazione Finanziaria
Il primo mutuo nativo digitale, Widiba 2020, menzione d'onore per WISE, febbraio 2017.
Premio Nazionale per l'Innovazione
Servizio di portabilità del conto WidiExpress, settembre 2016. Il premio è stato consegnato dal Presidente della Repubblica Italiana.